# Playboy – Marsch, marsch!
Playboy – Marsch, marsch! (Originaltitel: The Girl He Left Behind) ist ein US-amerikanischer Spielfilm von David Butler aus dem Jahr 1956. Der Film basiert auf dem gleichnamigen Roman von Marion Hargrove.

## Handlung
Der Collegestudent Andy, der vom Elternhaus verhätschelt wird, wird zur Army eingezogen. Dort muss er mit dem rauen Umgangston und harter Disziplin klarkommen. Anfangs kann er sich nicht richtig integrieren, da ihm Sgt. Clyde immer wieder Steine in den Weg legt. Während seines Heimaturlaubs trifft er sich mit seiner Freundin Susan, die ihn vor der Armyzeit heiraten wollte, doch aufgrund der Vorkommnisse kein Interesse mehr an ihm hat. Zurück aus dem Urlaub, stellt er sich Clyde. Wegen Undiszipliniertheit wird Andy von Clyde mit Faustschlägen bestraft. In der Baracke trifft Andy seinen Freund Hanson und offenbart ihm, dass eine geplante Ehe mit Susan gescheitert ist und <er oder sie?> sich deshalb betrunken hat. Er überdenkt seine Lebensweise und beginnt, sich im Armyleben zu integrieren. Monate später ist Andy für die Rekruten verantwortlich und ist dabei genauso hart, wie es Clyde zu seiner Zeit war.

## Hintergrund
Der Film wurde von der Produktionsfirma Warner Bros. fertiggestellt. Die Filmkomödie wurde in Mono und Schwarz-Weiß, bei einem Seitenverhältnis von 1,78:1 auf einem 35-mm-Film, aufgenommen. Die Filmaufnahmen entstanden in Fort Ord und in den Warner Bros. Studios in Burbank, Kalifornien. Die Hauptrolle wollte Butler mit James Garner besetzen, musste aber auf den Vertragsschauspieler Tab Hunter zurückgreifen. Garner ist in dem Film daher nur in einer Nebenrolle zu sehen.
Der Film feierte am 26. Oktober 1956 in New York City seine Premiere. In Westdeutschland lief der Film am 9. März 1962 in den Kinos an.

## Rezeption
Bosley Crowther von der New York Times beschrieb, dass „einige Darsteller die Handlung witzig rüberbringen“, „Hunters Leistung unerträglich“ und der Film selbst „schwer zu ertragen sei“. Das Lexikon des internationalen Films bezeichnete den Film als „simplen Werbefilm für die US-Armee“.